# إليز بورجين
إليز بورجين (بالإنجليزية: Elise Burgin)‏ مواليد 5 مارس 1962 في بالتيمور، هي لاعبة كرة مضرب أمريكية سابقة بدأت مسيرتها كمحترفة سنة 1980، اعتزلت اللعب في 1993. أعلى تصنيف لها في الفردي كان المركز الـ 27 في سنة 1985. أعلى تصنيف لها في الزوجي كان المركز الـ 8 في سنة 1987.

## روابط خارجية
- إليز بورجين على موقع رابطة محترفات التنس (الإنجليزية)
- إليز بورجين على موقع الاتحاد الدولي لكرة المضرب (الإنجليزية)
- إليز بورجين على موقع كأس بيلي جين كينغ (الإنجليزية)
- إليز بورجين على موقع خلاصة التنس.كوم (الإنجليزية)